# Diplôme d'études supérieures universitaires
Pour les articles homonymes, voir Diplôme d'études.
 (juin 2017).
Si vous disposez d'ouvrages ou d'articles de référence ou si vous connaissez des sites web de qualité traitant du thème abordé ici, merci de compléter l'article en donnant les références utiles à sa vérifiabilité et en les liant à la section « Notes et références ».
Le diplôme d'études supérieures universitaires (DESU ou DESUP) est un diplôme de l'enseignement supérieur français.
Il faut avoir validé un Master (ou diplôme équivalent BAC+5) afin de valider un DESUP. Certaines écoles ont mis en place des mastères spécialisés qui revendiquent d'être des diplômes de troisième cycle, ce qu'ils ne sont pas officiellement.